# Agobardus mundus
Agobardus mundus är en spindelart som beskrevs av Bryant 1940. Agobardus mundus ingår i släktet Agobardus och familjen hoppspindlar. Inga underarter finns listade i Catalogue of Life.